# Jean II Barraband
Jean II Barraband (die Nebenbezeichnung „II“ dient der Unterscheidung von seinem gleichnamigen Vater Jean I Barraband; * um 1677 in Aubusson (Creuse); † 7. August 1725 in Berlin) war ein hugenottischer Religionsflüchtling, der in Berlin als Tapissier wirkte.

## Leben und Familie
Jean II Barraband wurde um 1677 in Aubusson geboren. Dort wirkten sein Großvater Ysaac und sein Vater Jean gemeinsam mit der verwandten Familie Mercier als Tapissiers.
Als mit dem Edikt von Fontainebleau im Jahr 1685 die Religionsfreiheit in Frankreich durch Ludwig XIV. aufgehoben wurde, floh mit vielen weiteren hugenottischen Tapissiers aus Aubusson auch die Familie Barraband. Sie folgte dem Potsdamer Edikt des Großen Kurfürsten, ging 1686 nach Brandenburg und ließ sich in Berlin nieder. Die Familie Barraband war zahlreich, mit mehreren Generationen dabei und mit der Réfugiés-Gemeinschaft von Brandenburg-Preußen gut vernetzt (unter anderen mit dem Goldschmied Moyse Garrigue aus Magdeburg).
Jean II wuchs in Berlin auf. Beruflich folgte er der Familientradition: Er erlernte das Handwerk seines Vaters und Großvaters und wurde ebenfalls Teppichwirker. Barraband war verheiratet mit Judith Modéra aus Metz. Über Nachkommenschaft liegen keine Daten vor. Er starb im Alter von 48 Jahren in Berlin.

## Öffentliches Wirken

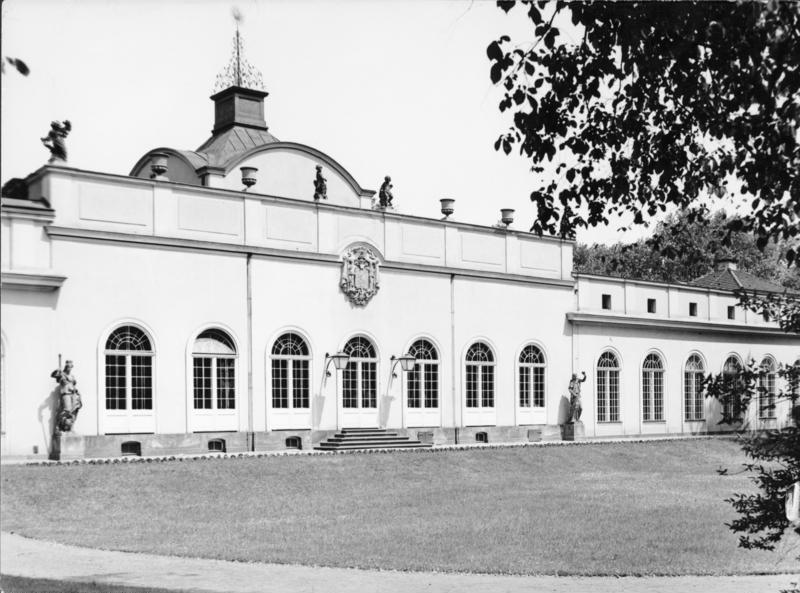
Schloss Monbijou, Mittelbau von Eosander von Göthe, 1939

Jean II Barraband übernahm nach dem Tod seines Vaters Jean I Barraband 1709 dessen Atelier. Er wurde auch Partner von Pierre I Mercier in der Manufaktur im Schloss Monbijou. Als nach dem Tod Friedrichs I./ III. (1713) und der Machtübernahme durch dessen Sohn, den „Soldatenkönig“ Friedrich Wilhelm I., die Mittel für Bildteppiche spärlicher flossen und der Geschäftspartner Pierre I Mercier daher 1714 von Berlin nach Dresden ging, übernahm Jean II Barraband auch dessen Teppichmanufaktur im Schloss Monbijou.
Zu dieser Zeit entstand z. B. die berühmte „Chinesenserie“, Teppiche mit Motiven aus Fernost. Als ein Beispiel dafür mag Die Audienz beim Kaiser von China stehen. Die Motive entsprachen vielfach den Originalen aus der französischen Teppichwirkerei Beauvais, was für den Fortbestand lebhafter Beziehungen der französischen Hugenotten zu ihrem Herkunftsland spricht. Barraband baute die Fabrik stetig aus, so dass ihm 1718 auch das Parterregeschoss des Marstalls zur Verfügung gestellt wurde. In diesen Räumen befand sich zuvor bereits eine Manufaktur, die Delon’sche Strumpffabrik.
1720 stellte er die Manufaktur durch Aufnahme des Kaufmanns Charles Vigne als Partner auf eine neue Grundlage. Jetzt entstanden neue Motive, die vielfach angelehnt waren an Bilder von Antoine Watteau.
Später brachte Charles Vigne die Fabrik zur höchsten Blüte. Er beschäftigte mehrere hundert Arbeiter und lieferte nicht nur nach Deutschland, sondern auch nach Russland, Schweden und Dänemark.